# Marc-Philipp Zimmermann
Marc-Philipp Zimmermann (* 22. März 1990 in Spremberg) ist ein deutscher Fußballspieler, der beim FSV Zwickau in der Regionalliga Nordost spielt.

## Karriere
Zimmermann begann seine Laufbahn als Jugendfußballer 1996 bei Grün-Weiß Weißwasser. Von 2003 bis 2009 spielte er in der Jugend von Energie Cottbus. Bereits in der Saison 2007/08 hatte er seinen Einsatz in der Regionalliga-Mannschaft am 24. Mai 2008 bei der 1:2-Niederlage beim Hamburger SV II. Im Jahr darauf war er dort schon Stammspieler, obwohl er noch immer A-Jugendlicher war. 2009/10 gehörte er zum erweiterten Aufgebot der Profimannschaft und gab sein Debüt in der 2. Fußball-Bundesliga am 6. März 2010 beim 3:1-Sieg gegen Alemannia Aachen. Dort wurde er wenige Minuten vor Schluss eingewechselt. Doch weder in dieser noch in der nächsten Saison konnte er sich in der ersten Mannschaft etablieren und blieb stattdessen Stammspieler in der Reserve.
Nach Abschluss der Saison 2010/11 wechselte Zimmermann innerhalb der Regionalliga zum VFC Plauen. Für die Vogtländer erzielte der Angreifer in den folgenden zwei Jahren 21 Tore in 55 Regionalligapartien. Im Sommer 2013 verpflichtete ihn daraufhin der FC Carl Zeiss Jena. In Jena konnte er sich keinen Stammplatz erspielen und wechselte im Sommer 2014 weiter zum damaligen Regionalligisten FSV Zwickau. Mit dem FSV Zwickau gelang Zimmermann der Aufstieg in die 3. Liga im Sommer 2016. In der Winterpause 2016/17 verließ er den Verein jedoch und schloss sich dem VfB Auerbach in der Regionalliga Nordost an, wo er einen Vertrag bis zum 30. Juni 2019 unterzeichnete, den er im März 2019 bis 2021 verlängerte. Nach einer erneuten Vertragsverlängerung ist er bis Juni 2024 an die Dreitürmestädter gebunden.
Anfang August 2023 kehrte er nach 174 Ligaspielen und 95 Ligatoren für Auerbach zum Regionalligisten FSV Zwickau zurück.

## Erfolge
- Aufstieg in die 3. Liga 2016 mit dem FSV Zwickau